# Kostel Všech svatých (Dobříkov)
Kostel Všech svatých v Dobříkově u Chocně je dřevěný kostel tzv. gotického typu z roku 1679. Původně řeckokatolický kostel se nacházel na Podkarpatské Rusi ve Velké Kopani, v roce 1857 byl za 255 zlatých přenesen do Cholmovce. V roce 1930 jej za 16 000 Kč zakoupil Václav Klofáč, který jej odtud nechal převést do Dobříkova. Po opravě byl otevřen v roce 1931 a od té doby slouží Církvi československé husitské. V interiéru se nachází originální zařízení s vyřezávanými ikonami.
Od roku 1963 je kostel chráněn jako kulturní památka.